# Sulpicius Rufus
Sulpicius Rufus († 48 n. Chr.) war ein dem Patriziergeschlecht der Sulpicier entstammender Adliger der frühen römischen Kaiserzeit.
Sulpicius Rufus, der ludi procurator war,  wird nur vom römischen Geschichtsschreiber Tacitus im Zusammenhang mit dem Prozess gegen die Kaiserin Valeria Messalina erwähnt. Diese hatte ein Verhältnis mit dem jungen Senator Gaius Silius begonnen und ihn schließlich 48 n. Chr. geheiratet, was einer Scheidung von ihrem bisherigen Gemahl Claudius gleichkam. Als der Kaiser darüber informiert wurde und zur Bestrafung des Silius und seiner untreuen Gattin schritt, wurden außer diesen eine Reihe weiterer vornehmer Römer, so auch Sulpicius Rufus, als Mitwisser hingerichtet.